# Rolf-Dieter Amend
Rolf-Dieter Amend, född den 21 mars 1949 i Magdeburg, Tyskland, död 4 januari 2022 i Potsdam, var en östtysk kanotist.
Han tog OS-guld i C-2 i slalom i samband med de olympiska kanottävlingarna 1972 i München.